# Bandeira do Texas

Bandeira do Texas.

A Bandeira do Texas, conhecida também como "Bandeira da Estrela Solitária", consiste de uma faixa vertical em azul, é semelhante a bandeira do Chile, de um terço do comprimento no lado esquerdo, com uma estrela branca, e duas faixas horizontais na qual a superior é branca e a inferior é vermelha.
Quando o Texas tornou-se estado americano em 29 de dezembro de 1845 após derrotar o México, sua bandeira nacional tornou-se a bandeira estadual.